# David Petrasek
David Petrasek (* 1. Februar 1976 in Jönköping) ist ein ehemaliger schwedischer Eishockeyspieler, der zuletzt bis Juni 2015 bei HV71 in der Elitserien unter Vertrag stand.

## Karriere
David Petrasek begann seine Karriere als Eishockeyspieler in seiner Heimatstadt in der Nachwuchsabteilung des HV71, für dessen Profimannschaft er von 1994 bis 2000 in der Elitserien aktiv war. In diesem Zeitraum wurde er im NHL Entry Draft 1998 in der achten Runde als insgesamt 226. Spieler von den Detroit Red Wings ausgewählt, für die er allerdings nie spielte. Zuvor war der Verteidiger bereits in der Saison 1994/95, in seinem Rookiejahr, Schwedischer Meister mit Jönköping geworden. Zur Saison 2000/01 wechselte er zu dessen Ligarivalen Malmö Redhawks, für den er in den folgenden fünf Jahren auf dem Eis stand, bis dieser in die zweitklassige HockeyAllsvenskan abstieg. Anschließend kehrte der ehemalige Junioren-Nationalspieler zum HV71 zurück, mit dem er 2008 und 2010 erneut die schwedische Meisterschaft gewinnen konnte. Dazwischen wurde er in der Saison 2008/09 Vizemeister mit seinem Team.
Von 2006 bis 2010 war Petrasek Assistenzkapitän beim HV71. Er selbst gehörte in dieser Zeit zu den besten Verteidigern der gesamten Elitserien und wurde erzielte 2009 die meisten Punkte aller Spieler in den Playoffs. In der Saison 2009/10 war er sowohl erfolgreichster Torschütze unter den Verteidigern, als auch Topscorer. Mit 53 Scorerpunkten stellte er zudem eine neue historische Rekordmarke unter den Verteidigern der Liga auf. Auch war er in den Playoffs der punktbeste Verteidiger, sowie in der Hauptrunde mit zwölf Toren der beste Power Play-Torschütze in der Elitserien. Mit seinen guten Leistungen konnte sich der Schwede zur Saison 2010/11 für einen Vertrag beim belarussischen Klub HK Dinamo Minsk aus der Kontinentalen Hockey-Liga empfehlen. 
Nach einem Jahr und 60 KHL-Partien für Dinamo Minsk wechselte Petrasek im Mai 2011 innerhalb der KHL zum HK Sibir Nowosibirsk. Bereits im November 2011 wurde er erneut innerhalb der KHL transferiert, diesmal zu Atlant Mytischtschi. Auch dort wurde sein Vertrag nach nur einer Vorlage in zwölf Spielen Ende Dezember 2011 vorzeitig aufgelöst. Im Januar 2012 kehrte er zu seinem Stammverein HV71 zurück und fungierte dort in der Saison 2013/14 als Mannschaftskapitän. Im Anschluss an die Spielzeit 2014/15 erhielt Petrasek keinen neuen Vertrag bei HV71 und beendete im März 2016 offiziell seine aktive Karriere. 

### International
Für Schweden nahm Petrasek im Juniorenbereich an der U18-Junioren-Europameisterschaft 1994, sowie der Junioren-Weltmeisterschaft 1996 teil. Dabei wurde er Junioren-Europameister und Vize-Weltmeister. Im Seniorenbereich war er Teilnehmer an der Weltmeisterschaft 2011, bei der Petrasek mit der schwedischen Auswahl die Silbermedaille gewann und der Verteidiger ins All-Star Team gewählt wurde.

## Erfolge und Auszeichnungen
| - 1995 Schwedischer Meister mit dem HV71 - 2008 Schwedischer Meister mit dem HV71 - 2009 Schwedischer Vizemeister mit dem HV71 - 2009 Meiste Vorlagen in den Elitserien-Playoffs - 2010 Schwedischer Meister mit dem HV71 | - 2010 Elitserien All-Star Team - 2010 Meiste Tore aller Verteidiger in der Elitserien - 2010 Topscorer aller Verteidiger in der Elitserien - 2010 Topscorer aller Verteidiger in den Elitserien-Playoffs - 2010 Meiste Powerplay-Tore in der Elitserien |

### International
- 1994 Goldmedaille bei der U18-Junioren-Europameisterschaft
- 1996 Silbermedaille bei der U20-Junioren-Weltmeisterschaft
- 2011 Silbermedaille bei der Weltmeisterschaft
- 2011 All-Star-Team der Weltmeisterschaft

## Statistik
(Stand: Ende der Saison 2010/11)